# Вулиця Героїв Севастополя (Севастополь)
Вулиця Героїв Севастополя (крим. Aqyar qaramanlı soqaq) — вулиця в Нахімовському районі Севастополя, що протягнулася майже на три кілометри від площі Ревякіна до вулиці Адмірала Макарова і вважається головною в розкиданому по бухтах, пагорбах та балках районі.

## Історія
Одна з найстаріших вулиць міста, історія якої починається з кінця XVIII століття, коли на березі Корабельної сторони стали селитися прості робітники та люди, які працювали на Чорноморський флот. Так на цьому місті з'явилася Корабельна слобідка, яка з часом стала доходити до Малахового кургану.
Уперше вулиця на цьому місті з'явилася на генеральному плані 1851 року. Вона мала назву Малахів проспект, на честь Михайла Михайловича Малахова, який мав великий авторитет та пошану серед жителів міста. На початку XX століття на проспекті було зведено поштове відділення.
Після Громадянської війни, рішенням Севастопольського ревкому від 3 січня 1921 року Малахів проспект перейменували на проспект 25 Жовтня. Таку назву вулиця мала до 22 грудня 1954 року, коли їй повернули колишню назву, але ненадовго, вже 15 лютого 1958 року ухвалили перейменувати Малахів проспекту на проспект Героїв Севастополя, на честь сорокаріччя радянської армії та флоту. Таку назву вулиця має і в наші дні.
У 1912 році частиною проспекту почав ходити трамвай (повертав на сучасну вулицю Рози Люксембург). Трамвай вирішили не відновлювати після війни.
На вулиці Героїв Севастополя розташовано багато будівель і пам'яток XIX сторіччя:
- школа № 6 — одна з найстаріших шкіл міста (заснована 1890 р.)
- Лазарєвські казарми — будівлі середини XIX сторіччя (нині Чорноморська філія МДУ)
- Малахів курган — музей просто неба (перша оборона міста у 1854—1855 рр.)

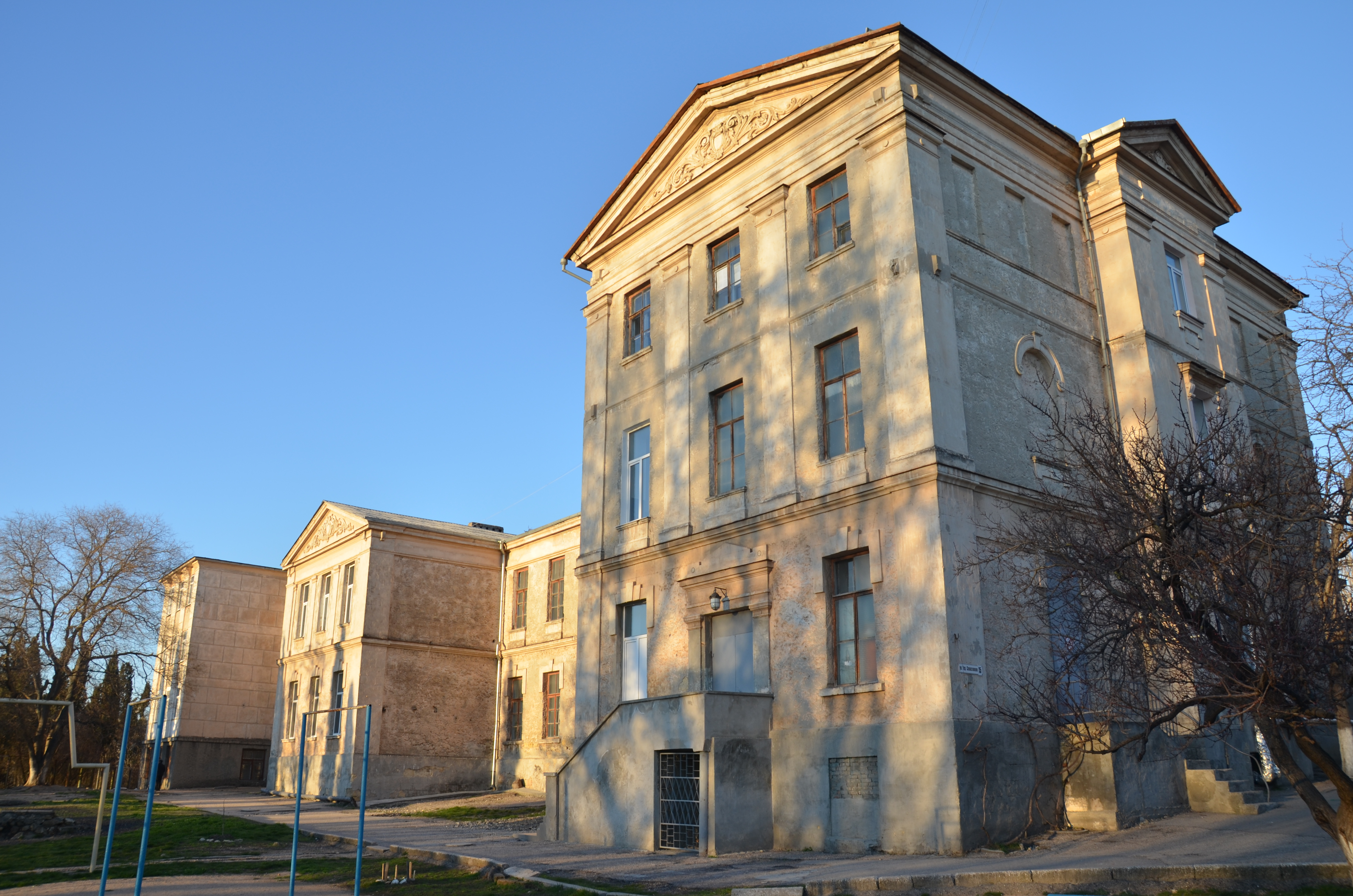
Школа № 6, побудована в 1890 році
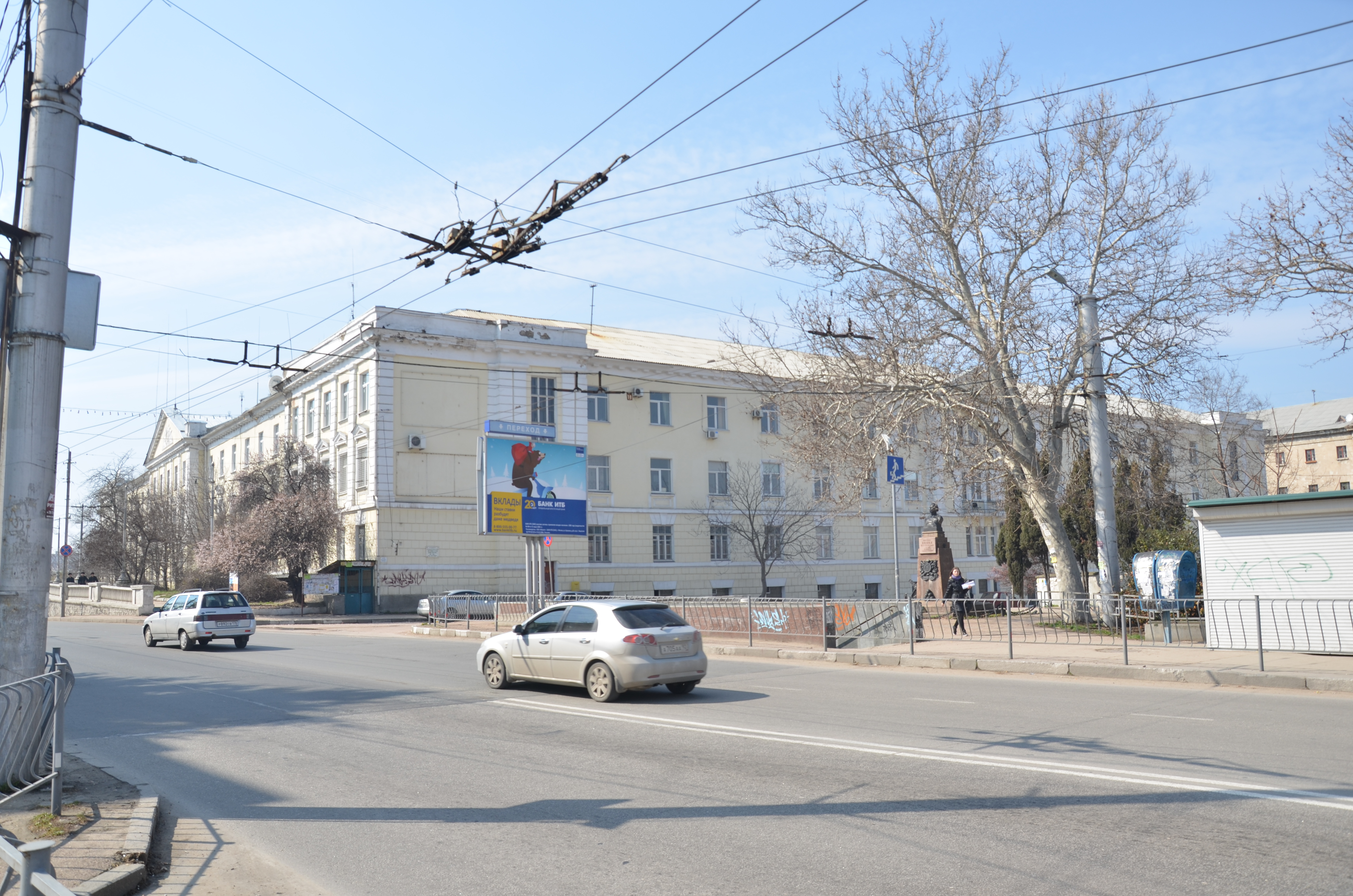
Підземний перехід на зупинці «Матрос Кішка» — один із двох у місті
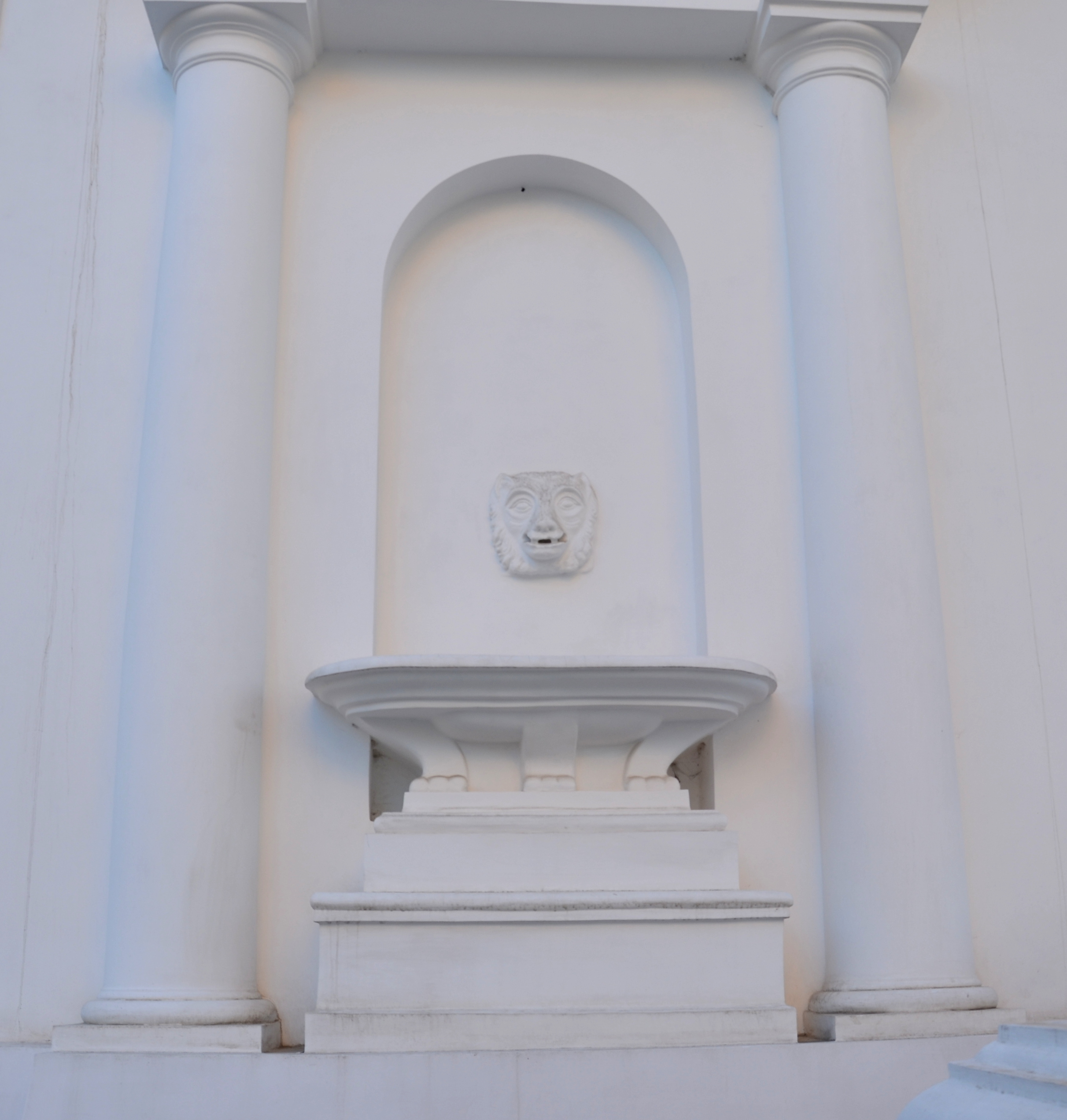
Декоративний фонтан на фасаді бані

.